# PSRL-1

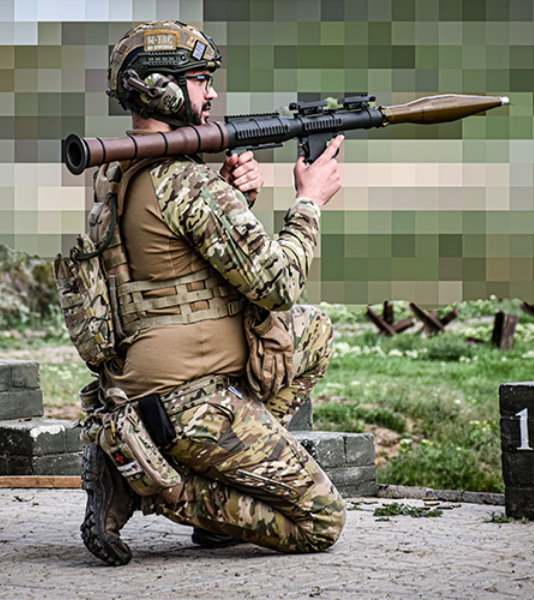
One National Guard of Ukraine, 2024.

El lanzacohetes de hombro de precisión-1, también conocido como ( PSRL-1 ), es un clon estadounidense de la granada propulsada por cohete soviético RPG-7 desarrollado por AirTronic USA. El PSRL-1 se fabrica principalmente para las naciones aliadas de USA que se encuentran acostumbradas a las armas de estilo soviético y la exportación internacional de las mismas. 

## Historia
En 2009, la compañía estadounidense AirTronic USA reveló su versión modernizada del RPG-7, denominada RPG-7 USA, que luego se renombro PSRL-1. El arma era perteneciente a un Programa de Registro en el Comando de Operaciones Especiales de los Estados Unidos en 2015, y el PSRL-1 entró en producción a mediados de 2016.
Las primeras ventas confirmadas se realizaron a las Fuerzas Armadas de Ucrania en el año 2017.  Las tropas ucranianas lo usaron por primera vez durante la invasión rusa de Ucrania en 2022 . Las fuerzas separatistas rusas y prorrusas capturaron y utilizaron un número considerable de estas unidades.
El PSRL-1 fue también adoptado por el Ejército Peruano .

## Especificaciones
Al igual que el RPG-7USA, el PSRL-1 está equipado con un riel cuádruple MIL-STD-1913 para el montaje de accesorios, es compatible con empuñaduras y culatas estilo carabina M4 con especificaciones militares, y es compatible con versiones anteriores de todos los RPG existentes. El PSRL-1 suele estar equipado con una mira óptica de 3,5 aumentos con un retículo grabado iluminado. El fabricante afirma una probabilidad de acierto del 90% a 800 metros (874,9 yd) con la mira magnificada estándar, aunque se informa que es precisa en rangos de 900 a 900-1,2 m (984,3-1,3 yd) y la munición de cohetes guiados puede ampliar el alcance a 2.000.- metros. .
En comparación con el RPG-7V2, el PSRL-1 está hecho de acero de grado militar 4140/4150 para una vida útil más larga de 1,000 rondas, pesa alrededor de 6.3 kilogramos descargado y sin mira óptica, y puede separarse en dos piezas para un transporte compacto.
AirTronic también desarrolló un modelo GS-777/PSRL-2 más avanzado hecho de un polímero de alta resistencia que redujo el peso total del lanzador a 3,5 kg. Aunque el peso luego aumentó a 4,3 kg. para mejorar aún más la durabilidad y el ciclo de vida.

## Munición
Aunque los lanzadores Airtronic son compatibles con la munición para cohetes RPG-7 soviética, AirTronic también fabrica su propia munición para cohetes RPG-7 modernizada en los Estados Unidos.
Se han realizado mejoras enfocándose en la espoleta, la confiabilidad, la robustez y la calidad de fabricación según los estándares del Departamento de Defensa de los Estados Unidos . La espoleta de la ojiva presenta una disposición de brazo y caja fuerte doble para mejorar la seguridad en el manejo, y la espoleta del encendedor del motor del cohete ha sido rediseñada para mejorar la confiabilidad del encendido del motor.
También están disponibles variantes de entrenamiento inerte que coinciden con la balística de la munición real, lo que permite un entrenamiento seguro a un costo reducido. Las ojivas inertes de las variantes de entrenamiento están llenas de compuesto de marcado para que el impacto de la ronda se pueda observar desde lejos.

## Accesorios
Junto con el arma, el sistema PSRL completo incluye diferentes sistemas de mira, repuestos, correas, estuches, bolsas de munición y bípodes para personalización y transporte.

## Usuarios
- Peru
- Turkey[7]
- Ukraine[8]
- United States[9]